# Sonnō jōi
Il sonnō jōi (尊皇攘夷, "riverire il tennō, espellere i barbari") è un'espressione usata in Giappone nei primi anni dell'Ottocento dai membri della scuola di Mito in rappresentazione dei loro sentimenti anti-shōgunali. Il movimento invocava infatti la restaurazione del potere imperiale e, al tempo stesso, la proscrizione dei barbari (i cristiani).

## Origine
La filosofia dietro al concetto del sonnō jōi deriva dal neoconfucianesimo. In Cina, durante il periodo dei regni combattenti, il cancelliere Guan Zhong di Qi iniziò una politica conosciuta come zunwang rangyi (尊王攘夷; letteralmente "riverisci il re, espelli i barbari"), in riferimento ai re della dinastia Zhou. Per i suoi sforzi di preservazione della civiltà cinese Guan Zhong ricevette i complimenti di Confucio in persona. In Giappone tale filosofia può essere ricondotta agli scolari confuciani del XVII secolo, espandendosi con gli scolari del Kokugaku ed arrivando alla scuola di Mito.